# Hong Na-ri
 (novembre 2023).
 (novembre 2023).
Hong Na-ri, née à Séoul en Corée du Sud le 27 avril 1984[réf. souhaitée], est une autrice-illustratrice sud-coréenne.

## Biographie
Depuis son premier dessin animé en 2018, elle travaille également comme réalisatrice. Elle travaille en collaboration avec son mari, Ahn Seung Joon, qui est un compositeur[réf. souhaitée].

## Prix et distinctions
- 2017 : Livres exceptionnels pour les enfants en état de handicap de l'Union internationale pour les livres de jeunesse (IBBY Outstanding Books for Young People with Disabilities), pour Papa, ne sois pas désolé ! (en anglais : Days with Dad ; titre original : Appa, mianhaehaji maseyo!)[2]
- 2017 : Finaliste du prix de l’album de jeunesse d’Asie du festival d’Asie du contenu pour la jeunesse (The AFCC shortlist for the Asian Children’s Book Award (ACBA) by Genting Singapore), pour Papa, ne sois pas désolé ! (en anglais : Days with Dad ; titre original : Appa, mianhaehaji maseyo!)[3]
- 2019 : Prix « Mention Spéciale Kiapa », Indie-AniFest (Séoul, Corée du Sud), pour Un jour, nous (en anglais : We will see someday ; original : Eoneu nal, urineun)[4]
- 2020 : Finaliste du prix Peter Pan de Suède, pour Papa, ne sois pas désolé ! (en anglais : Days with Dad ; titre original : Appa, mianhaehaji maseyo!)/[5]

## Publications
- Papa, ne sois pas désolé ! (Days with Dad ; original : appa, mianhaehaji maseyo!), Hanulim Special (Corée du Sud), 2015 (ISBN 9781592702336)
- Days with Dad, Enchanted Lion Books (États-Unis), 2017[6] (ISBN 9781592702336)
- Sei Nicht Traurig, Papa, leiv Leipziger Kinderbuchverlag GmbH (Allemagne), 2017 (ISBN 9783896034816)
- Don’t be sorry, dad!, Epigram Books (Singapour), 2016 (ISBN 9789814655767)
- Min pappa och jag, Kikkuli Förlag AB (Suède), 2019 (ISBN 9789188195722)
- Un jour, nous (en anglais : We will see someday ; original : Eoneu nal, urineun), Sakyejul (Corée du Sud), 2019 (ISBN 9791160944747)
- Un voyage hilarant : la berceuse d’un aventurier (en anglais : Adventurerer’s Lullaby ; original : Jaeminneun yeohaeng : moheomgaui jajangga), Changbi (Corée du Sud), 2022 (ISBN 9788936455972)
- Bonjour, mes amis de la forêt – Coucou, voilà les animaux ! (titre original : Annyeong, supsok chingudeul ! - Dongmuldeuri kkakkung !), Media Changbi (Corée du Sud) (ISBN 9791191248722)

## Dessins animés
- 2018 : We will see someday (durée : 06:30), dessin sur papier
- 2021 : Adventurer’s Lullaby (durée : 04:10), dessin sur papier et IPad